# Echteld
Echteld (51° 55′ N, 5° 30′ L) é uma cidade dos Países Baixos, na província de Guéldria. Echteld pertence ao município de Neder-Betuwe, e está situada a 6 km, a leste de Tiel.
Em 2001, a cidade de Echteld tinha 514 habitantes. A área urbana da cidade é de 0.15 km², e tem 207 residências. 
A área de Echteld, que também inclui as partes periféricas da cidade, bem como a zona rural circundante, tem uma população estimada em 1180 habitantes.